# Coregonus zuerichensis
Coregonus zuerichensis is een straalvinnige vissensoort uit de familie van de zalmen (Salmonidae) en de onderfamilie van de houtingen. Het is een endemische vissoort in twee meren in Zwitserland. De naam in Zwitserduits is Blaalig.

## Herkenning
De vis kan 42 cm lang worden. De vis onderscheidt zich door de aantallen schubben over een bepaald traject op de flanken en door 27 tot 30 kieuwboogaanhangsels.

## Verspreiding en leefgebied
De vis komt voor in het Meer van Zürich en het Walenmeer. Vroeger ook in de Pfäffikersee en de Greifensee. De vis paait op grote diepte, tussen de 12 en 100 m in de maanden november en december.

## Status
De vis is nog talrijk in het Meer van Zürich en het Walenmeer. Er zijn geen factoren bekend die schadelijk zijn voor het voortbestaan, daarom staat deze soort als niet bedreigd op de Rode Lijst van de IUCN.